# Ezéchiel Pailhès
Ezéchiel Pailhès, né le 23 mai 1976 à Villiers-le-Bel, est un auteur-compositeur et interprète français. Il est un des deux membres du duo de musique électronique Nôze. Il a également composé des musiques pour le cinéma et pour la publicité.

## Biographie
Entre 1988 et 2000 il étudie la musique classique avec Sandrine Steciw, puis au Conservatoire de Beauvais. Il etudie le Jazz au CIM dans la classe de Bojan zulfikarpašić. Puis Il obtient en 2000 son diplôme au Conservatoire National de Marseille.[réf. nécessaire].
En 2001 il rencontre Nicolas Sfintescu avec qui il forme le duo électronique Nôze. Ils composent ensemble cinq albums qui seront publiés entre 2005 en 2015 chez Circus Company et Get Physical.
Il compose en 2009 avec David Lafore la bande originale du film Bancs publics réalisé par Bruno Podalydès.
Divine, son premier album solo, sort en juin 2013 sur Circus Company.
Il revient en 2017 avec un deuxième album, Tout va bien, qui sort à nouveau sur le label Circus Company. Le titre Éternel été entre en rotation sur les ondes de Radio Nova[pertinence contestée][source insuffisante], France Inter et FIP pendant plusieurs mois.
Dans son troisième album Oh !, sorti le 15 mai 2020, il est inspiré par plusieurs poètes, notamment Marceline Desbordes-Valmore dont il met en musique et interprète trois poèmes,.

## Discographie
- 2009 - Bancs publics (Bande originale)
- 2013 - Divine (Circus Company)
- 2017 - Tout va bien (Circus Company)
- 2020 - Oh ! (Circus Company)
- 2022 - Mélopée
- 2024 - Ventas Rumba